# تئودور گیل
تئودور گیل (انگلیسی: Theodore Gill; ۲۱ مارس ۱۸۳۷ – ۲۵ سپتامبر ۱۹۱۴) یک کتابدار، جانورشناس، و نویسنده اهل ایالات متحده آمریکا بود.